# مجلس قضاء تندوف
مجلس قضاء تندوف. أنشئ سنة 2015، وقد تم تدشينه من طرف السيد معالي وزير العدل حافظ الأختام بتاريخ 21 أبريل 2015 بحضور أعضاء السلطة القضائية والسلطات المدنية والعسكرية لولاية تندوف.